# Paradise (Kalifornija)
Paradise je gradić u američkoj saveznoj državi Kalifornija. Prema popisu stanovništva iz 2010. u njemu je živjelo 26.218 stanovnika.